# Szczeciowłos
Chaetopteryx (polska nazwa: szczeciowłos nawiązuje do licznych włosków na skrzydłach imago) – rodzaj owada z rzędu chruścików (Insecta: Trichoptera) z rodziny Limnephilidae. Larwy mają jednogałęziste skrzelotchawki, budują przenośne domki z piasku, kamyczków, fragmentów detrytusu i fragmentów roślin wodnych (także szpilek drzew iglastych), podobne są do larw z rodzaju Halesus, Allogamus i Potamophylax. Larwy występują głównie w strumieniach (rhitral), czasem także w źródłach (krenal) oraz rowach melioracyjnych (zmeliorowanych strumieniach). Imagines pojawiają się stosunkowo późną jesienią, można je spotkać kopulujące na śniegu. Samice czasami są krótkoskrzydłe (brachypteria).
W Polsce zanotowano występowanie następujących gatunków:
- Chaetopteryx bosniaca
- Chaetopteryx fusca
- Chaetopteryx major
- Chaetopteryx polonica
- Chaetopteryx sahlbergi
- Chaetopteryx subradiata
- Chaetopteryx villosa

Źródło: Trichopteron nr 3 (2002)